# Белый, Василий Феофанович
Василий Феофанович Белый (19.02.1929 — 31.05.2009) — советский и российский геолог, заслуженный деятель науки РСФСР, доктор геолого-минералогических наук (1977), профессор. Один из прототипов героя романа О.Куваева «Территория» — Сергея Баклакова. Автор более 300 научных работ в области геологии.

## Биография
Родился в городе Орехов (Украина). В 1949—1953 годах учился в Московском геологоразведочном институте. С 1954 года работает в Магаданской области, начальник геолого-съемочной партии Верхнеиндигирского районного геологоразведочного управления Дальстроя. Далее направляется на Чукотку(посёлок Певек), где до 1959 года занимается рекогносцировочным геологическим картированием на практически неисследованных территориях водораздела рек бассейна Восточно-Сибирского моря с рекой Анадырь. В 1959 году переводится в Магадан в Центральную комплексную тематическую экспедицию Северо-Восточного геологического управления, где занимается проблемами стратиграфии.
В 1966—1998 годах научный сотрудник, заведующий лабораторией, главный научный сотрудник Северо-Восточного комплексного НИИ. В 1967 году защитил кандидатскую, в 1977 году — докторскую диссертацию. В СВКНИИ организовал и заведовал лабораторией палеовулканологии, стал главным научным сотрудником лаборатории магматической геологии. Впервые на Северо-Востоке начал систематическое изучение ультраосновного вулканизма и руководил этими исследованиями. Автор более 300 научных работ по вопросам палеовулканологии, тектоники, стратиграфии меловых континентальных
С 1998 года жил в городе Жуковском, был научным консультантом лаборатории магматической геологии СВКНИИ.
Скончался 31 мая 2009 г.

## Труды
- Белый В. Ф. «Анадырскон плоскогорье — мир моей счастливой молодости». Колымские вести, №3 (29), 2024, с 47-58.